# Herbert Moser (Politiker)
Herbert Moser (* 28. März 1947 in Tuttlingen) ist ein deutscher Politiker (SPD) und war von 2005 bis 2010 als beurlaubter Ministerialrat Geschäftsführer der Landesstiftung Baden-Württemberg (seit 2010 Baden-Württemberg Stiftung gGmbH), einer der größten Stiftungen privaten Rechts in Deutschland sowie deren Unterstiftungen „Kinderland Baden-Württemberg“, „Artur Fischer Erfinderpreis Baden-Württemberg“ und „Kulturpreis Baden-Württemberg“. Von 2009 bis 2010 war er Aufsichtsrat der Stadtwerke Tuttlingen.

## Leben
Nach dem Abitur in Tuttlingen leistete Moser von 1967 bis 1968 Wehrdienst. Als Leichtathlet war er mehrfacher Württembergischer Jugend-, Junioren- und Seniorenmeister im 400- und 800-Meter-Lauf, Süddeutscher Meister, Teilnehmer der UNIVERSIADE in Turin, der CISM-Weltmeisterschaften 1968 in Athen (Bronzemedaille), der Europäischen Hallenmeisterschaften 1969 in Belgrad (Bronzemedaille), des Leichtathletik-Europa-Cups 1970 in Stockholm (Bronzemedaille) und mehrfach Mitglied der deutschen Leichtathletiknationalmannschaft des Deutschen Leichtathletik-Verbands (DLV) und des Olympiakaders. Mit der 4-mal-400-Meter-Staffel des VfB Stuttgart wurde er bei den Deutschen Meisterschaften 1970 in Berlin Deutscher Meister (Indoor) und Deutscher Vizemeister (Bahn).
Nach dem Wehrdienst studierte er in Tübingen Biologie und Sport für das Lehramt an Gymnasien. Nach dem Studium unterrichtete er an Gymnasien in Rottweil und Tuttlingen.
In den Jahren 1992 bis 1996 war er als Referatsleiter im Ministerium für Familie, Frauen, Weiterbildung und Kunst beschäftigt.
Moser ist verheiratet und hat zwei Kinder. Er lebt seit Juni 2011 im Département Vaucluse in Südfrankreich.
Er ist Gründungsmitglied der Stauffenberg Gesellschaft Baden-Württemberg e.V. und gehörte dem Kuratorium des Max-Planck-Instituts für Metallforschung Stuttgart an.
Herbert Moser ist Träger des Bundesverdienstkreuzes 1. Klasse und Ehrenpreisträger der Stadt Tuttlingen.

## Politische Laufbahn
Herbert Moser wurde im Jahr 1971 in den Tuttlinger Gemeinderat gewählt, dem er bis 2011 angehörte. Von 2002 bis 2011 war er dort SPD-Fraktionsvorsitzender. Von 1973 bis 2005 war er Kreisrat, bis 2002 Vorsitzender der SPD-Kreistagsfraktion. 1976 wurde Moser zum ersten Mal in den Landtag von Baden-Württemberg gewählt, dem er dann bis 1992 angehörte, als er den erneuten Einzug ins Parlament knapp verpasste. Von 1996 bis 2006 war er wieder Mitglied des Landtages. Im Jahr 2006 trat er auf eigenen Wunsch nicht mehr an. Fritz Buschle wurde sein Nachfolger.
In den Jahren 2000 bis 2005 war er Vorsitzender des Finanzausschusses des baden-württembergischen Landtags. Er war 17 Jahre Mitglied des Rundfunkrats des SWF und SWR und mehrere Jahre im Programmbeirat bei ARTE Deutschland.
Herbert Moser wurde stets über ein Zweitmandat für den Landtagswahlkreis Tuttlingen-Donaueschingen gewählt.